# بعيدا عن الغرب
قصاصات الزمن: 1879، بعيدًا عن الغرب هو كتاب صدر عام 2006 من تأليف باتريشيا مكيساك حول صبي مُزارع إيفريت تورنر، الذي يهرب وينضم إلى إكسودوسترز ويسافر إلى نيقوديموس، كانساس.

## الاستقبال
راجعت كتاب بعيدًا عن الغرب عدد من المجلات بما في ذلك مجلة بوكليست ومجلة سكول لايبراري جورنال التي أوصت به لتطوير القراء،   بالإضافة إلى موقع مراجعات كريكس. لقد كان على قوائم القراءة المدرسية. 